# Julio de Urquijo
Pour les articles homonymes, voir Urquijo.
Julio Gabriel de Urquijo e Ibarra, comte de Urquijo, dit Julio Urkixo, né le 3 avril 1871 à Deusto et mort le 30 octobre 1950 à Saint-Sébastien, est un écrivain, bascologue et académicien basque espagnol.
En 1907, Julio de Urquijo crée la Revue Internationale des Études Basques ou RIEV, et participe grandement toute sa vie au sein de la Société d'études basques ou Eusko Ikaskuntza) et de l'Académie de la langue basque ou Euskaltzaindia.